# Francesc Josa Patermann
Francesc Josa Patermann   (Barcelona, 1946 - 7 de desembre de 2019), conegut com a Paco Josa, va ser un pilot d'automobilisme català. Debutà el 1971 en la primera edició de la Fórmula 1430, on guanyà la primera cursa i guanyà el primer títol d'aquesta nova categoria. L'any següent, com a membre de l'Escuderia Montjuïc, feu curses internacionals en la categoria Sport 2 litres amb un Chevron B21 amb el qual assolí el quart lloc als 400 km de Barcelona i acabà subcampió d'Espanya de la categoria.
En acabar la temporada de 1972, es retirà de les competicions per tal de dedicar-se als negocis familiars, tot i que seguí competint esporàdicament dins l'àmbit del motor, aquest cop centrat en el motociclisme fora d'asfalt i especialment en motocròs: el 1976, per exemple, participà en les 150 Milles de Mollet com a parella de Manuel Olivencia, pilotant la Derbi oficial de 74 cc.